# Puya lutheri
Puya lutheri är en gräsväxtart som beskrevs av Walter Till. Puya lutheri ingår i släktet Puya och familjen Bromeliaceae. Inga underarter finns listade i Catalogue of Life.